# Fagerängstenen
Fagerängsstenen, med signum Sm 111, är en runsten som står i Fageräng, Vetlanda socken i Småland.
Vid rannsakningen 1667 låg stenen i en bro där den avritades. År 1854 togs den upp och ställdes vid en stenmur några meter framför nuvarande plats och ett skyddande tak byggdes över. När vägen breddades 1977 flyttades stenen till sin nuvarande plats. På vägens andra sida finns en parkering. Den översatta texten lyder enligt nedan:

## Inskriften
Translitteration:
: uikutr : risti * stin * þasi * e(f)tiR kiRfast * bruþur sin * aku- : hiu-
Normalisering till fornvästnordiska:
Végautr reisti stein þenna eptir Geirfast, bróður sinn. Ágau[tr](?) hjó(?).
Översättning till nusvenska:
Vigöt reste denna sten efter Gerfast, sin broder. Agut högg

### Fotnoter
1. 1 2  Samnordisk runtextdatabas, Sm 111.